# 松平實胤
松平 實胤（まつだいら じついん、1946年7月28日 - ）は、愛知県名古屋市出身の日本の真言宗智山派の僧侶で愛知県犬山市犬山寂光院の住職。

## 略歴
- 名古屋大学大学院インド哲学科修了。
- 京都智山専修学院講師。
- 国税庁税務大学校名古屋研修所講師。
- 全国の市民講座、生涯学習講座講師。

## 著書
- 『自然の心』（共著、ポッカコーポレーション、1989年）
- 『やすらぎ仏教のすすめ』（鈴木出版、1993年）
- 『日々に咲く花』（鈴木出版、1995年）
- 『日本人の可能性』（智山文庫、1995年）
- 『喜び上手』（鈴木出版、1997年）
- 『大楽の時代』（中日新聞社、1997年）
- 『仏教に生きる』（智山文庫、2008年）

## 受章歴
- 布教功労章（平成15年（2003年）6月、真言宗智山派）
- 教学功労章（平成23年（2011年）9月、真言宗智山派）
- 密教教化賞（平成27年（2015年））